# Albatros L.76
L'Albatros L 76 Aeolus est un avion d'entraînement et de reconnaissance allemand de l'entre-deux-guerres. Particulièrement difficile à piloter, il fit l'objet de deux évolutions.

## Les versions
- Albatros L.76 Aeolus : Ce sesquiplan de construction mixte, aile en bois à revêtement de contreplaqué, fuselage en tubes d’acier soudés et entoilée, train fixe, prit l’air pour la première fois en 1927. Commandé par le Truppenamt pour équiper le centre d’entraînement de Lipetsk, le L.76 était un avion particulièrement vicieux et les 6 exemplaires construits firent des victimes comme Emil Thuy, ancien commandant de la Jasta 28 qui se tua à Wivupal le 11 juin 1930 ou Paul Jeschonnek qui s'écrasa à Berlin le 13 juin 1929. Ernst Heinkel Flugzeugbau fut chargé d’améliorer l’appareil, ce qui donna l’Albatros L.77v.

- Albatros L.77v : Fin 1928 Ernst Heinkel Flugzeugbau livra à Berlin-Johannisthal quatre chasseurs de reconnaissance biplaces en tandem construit sous licence sous contrat de la Reichswehr. Dérivés du L.76, ces appareils étaient sensiblement identiques au précédent avec moteur 12 cylindres en V BMW VI 5,5 de 600 ch. Ils étaient armés de 2 mitrailleuses fixes de capot de 7,9 mm et d’une arme de même calibre sur affût au poste arrière. Un de ces appareils fut détruit au cours des essais en mars 1929, les trois autres affectés à Lipetsk comme vecteurs d’équipements nouveaux ; Ils servirent en particulier à tester un canon Oerlikon de 20 mm sur affût arrière. En décembre 1929 ils furent ramenés en Allemagne, affectés à l’E.Stelle de Berlin-Staaken, et finalement réformés en octobre 1931.

- Albatros L.78 : Évolution des précédents, ce biplace de reconnaissance et d’observation d’artillerie fut proposé à la Reichswehr dans le cadre du programme Erkudista de 1928. Après essais officiels en 1929 une série de 13 exemplaires, prototype inclus, fut commandée pour utilisation au centre de Lipetsk.